# Porphyrique
«  Phyrique » redirige ici. Ne pas confondre avec Physique.

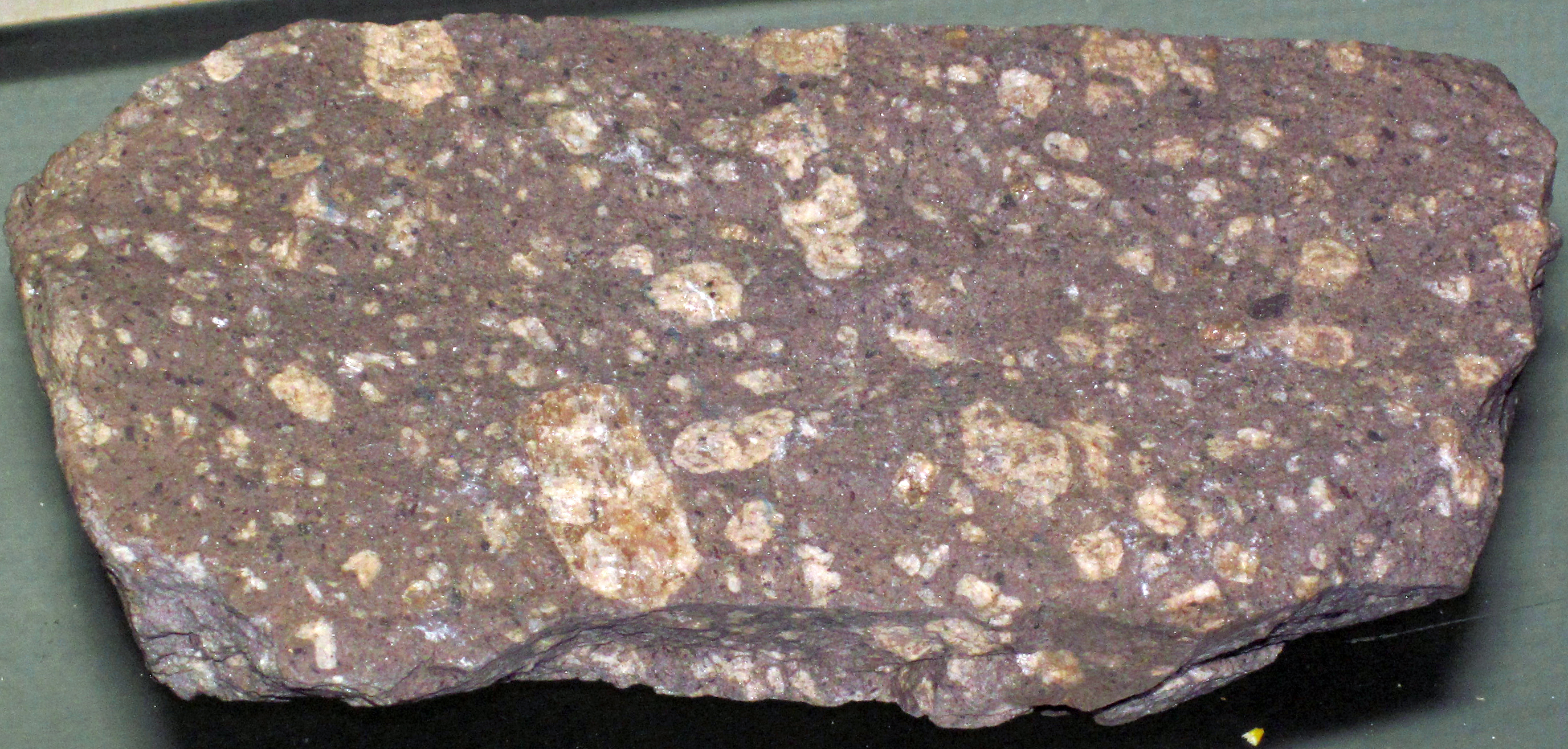
Aspect d'une roche porphyrique (il s'agit d'une rhyodacite du pléistocène récoltée en Arizona).

Une roche est dite porphyrique si un de ses minéraux forme des phénocristaux, c'est-à-dire des cristaux beaucoup plus gros que ceux des autres minéraux de la roche.
L'adjectif phyrique est synonyme mais on l'emploie essentiellement dans des adjectifs composés — transcrits de l'anglais — tels qu’olivine-phyrique, plagioclase-phyrique, hornblende-phyrique, etc., selon la nature des phénocristaux (olivine, plagioclase, hornblende, etc.).